# Alexandre Da Costa
 (décembre 2023).
Si vous disposez d'ouvrages ou d'articles de référence ou si vous connaissez des sites web de qualité traitant du thème abordé ici, merci de compléter l'article en donnant les références utiles à sa vérifiabilité et en les liant à la section « Notes et références ».
 (décembre 2023).
Alexandre Da Costa, né en 1979 à Montréal, est un violoniste soliste et chef d’orchestre canadien. Il est directeur artistique et chef attitré de l’Orchestre philharmonique du Québec (anciennement l'Orchestre symphonique de Longueuil) depuis 2019 et Directeur artistique du Festival Stradivaria depuis 2012. 

## Carrière
Au fil de sa carrière de violoniste professionnel, Da Costa analyse et utilise plus de 1 000 violons d’auteurs tels que Stradivarius, Guarnerius del Gesù, Amati et Guadagnini[source insuffisante]. Il joue actuellement sur le violon Stradivarius « Deveault » de 1701 qui lui a été prêté pour une période de dix ans par Monsieur Guy Deveault, président et chef de la direction de l’entreprise Canadel,.
En tant que chef et violoniste soliste, Alexandre Da Costa a une vision de la direction d’orchestre qui inclut des programmes où chef et violoniste ne font qu’un, tel que le voulait la tradition classique et romantique.
Pendant la crise sanitaire de 2020, il s’est déplacé à la rencontre des gens avec le programme des Balcons symphoniques offert à travers les résidences pour personnes âgées du Québec. Durant la même année et dans un mouvement de sensibilisation et de solidarité, Alexandre Da Costa a lancé des vidéoclips dans une série appelée Les Artistes sont essentiels, dont Le Blues du Businessman qui a récolté plus d’un million de visionnements. Cette capsule a rassemblé 25 personnalités de styles musicaux différents. 
En poste à l'Orchestre symphonique de Longueuil depuis 2019, il accepte, en 2021, une prolongation de cinq ans de son contrat et demeurera à la barre de l'ensemble devenu l'Orchestre Philharmonique du Québec jusqu’à la saison 2028-2029.

## Biographie
Fils de deux artistes, Alexandre Da Costa commence sa carrière comme enfant prodige au violon et au piano en se produisant en concert à neuf ans. Il étudie à l’École secondaire Pierre Laporte qui offre un programme d’enseignement de la musique. En 1998, Alexandre Da Costa obtient une Maîtrise en Violon et un Premier Prix Concours au Conservatoire de Musique du Québec, ainsi qu’un Baccalauréat spécialisé en Interprétation Piano à l’Université de Montréal[source insuffisante].
Sous recommandation de ne choisir qu’un seul instrument, il décide d’approfondir ses connaissances en violon en suivant les cours de l’éminent violoniste et pédagogue Zakhar Bron à la Escuela Superior de Musica Reina Sofia à Madrid de 1998 à 2001. Il complète également des études supérieures à l’Universität für Musik und Darstellende Kunst de Vienne en Autriche, avec G. Schulz, C. Altenburger et R. Honeck.
En tant que chef d’orchestre, il se perfectionne auprès de C. Schulz et J. Caballé-Domenech en Autriche et en Allemagne. Parmi les nombreux prix qu’il reçoit, notons le Prix de la Fondation Sylva Gelber et le prêt du “Stradivarius Baumgartner 1689”, décernés par le Conseil des Arts du Canada. En 2010, il gagne le prestigieux Prix Virginia-Parker, une des plus grandes distinctions culturelles du Canada.
Gagnant de nombreux prix internationaux, Alexandre Da Costa devient rapidement un violoniste de réputation internationale, le menant à être soliste et chef invité sur quatre continents, 30 pays, lors de plus de 2 000 concerts dans les salles les plus illustres et avec les orchestres les plus prestigieux du monde. Il a joué notamment dans les plus grandes salles telles le Musikverein de Vienne, la Philharmonie de Berlin, le Carnegie Hall de New York, le Poly-Theater de Beijing, et bien d’autres. Il a été soliste invité avec plus de 100 orchestres dont le Royal Philharmonic de Londres, les Orchestres Symphoniques de Vienne, Berlin, Montréal et Toronto, les Orchestres Philharmoniques de Dresde, Bergen, Buffalo et Prague, le BBC Concert Orchestra, l’Orchestre Symphonique National de la Radio & Télévision d’Espagne, et bien d’autres. Il a récemment dirigé le Wiener Symphoniker de Vienne et la Real Orquesta de Cámara Reina Sofía de Madrid. Il a joué sous la baguette de chefs tels que Rafael Frühbeck de Burgos, Leonard Slatkin, Lorin Maazel, Yannick Nézet-Séguin, Tugan Sokhiev, Vasily Petrenko, Matthias Bamert, John Axelrod, Johannes Wildner et Peter Oundjian. Ses enregistrements en direct ont été diffusés sur les ondes de BBC, WestDeutsche Rundfunk (WDR), CBC, NPR, ORF, etc. Il a aussi donné les Premières Mondiales d’œuvres solos de Elliott Carter, Michael Daugherty, Lorenzo Palomo, Paul Sarcich, Jean Lesage et Airat Ichmouratov. Menahem Pressler, Elisabeth Leonskaja, Olga Kern, Matt Haimowitz et Hélène Mercier ont figuré parmi les collègues de musique de chambre de Alexandre Da Costa.
En tant que professeur et éducateur, Alexandre Da Costa donne fréquemment des classes de maître dans plusieurs universités et conservatoires autour du monde. De 2014 à 2018 il est Professeur Associé et Chef de Département à l’Université Edith Cowan (Australie). En tant que professeur invité il a, entre autres, visité le Sydney Conservatorium, l’Université de Toronto et les Conservatoires Supérieurs de Montréal, Madrid et Shanghai. Il a été Professeur Associé et chef du développement musical international au Groupe DeTao (Shanghai, Chine). Il a aussi exercé les fonctions de consultant académique pour le Hong Kong Academy for Performing Arts, et conférencier pour TEDx. Il a également été Violon Super-Soliste d’ensembles tels l’Orchestre Symphonique de Vienne, l’Orchestre National du Capitole de Toulouse et l’Orchestre Symphonique de Singapour, sous la baguette de chefs tels Philippe Jordan, Tugan Sokhiev, Günter Herbig et Lorin Maazel.
En 2025, il est invité à l'émission Star Académie pour performer avec les Académiciens.

## Prix et récompenses
- 1999 - Gagnant du concours International de Violon Pablo Srasate[6]
- 2002 - Prix de la Fondation Sylva-Gelber pour le meilleur artiste canadien de moins de 30 ans.
- 2003 - Concours Musical de la Banque d'instruments du Conseil des Arts du Canada
- 2010 - Prix Virginia-Parker pour le meilleur artiste canadien de Conseil des Arts du Canada[7]
- 2012 - Gagnant[8] du Prix Juno